# 中森衣都
中森 衣都（なかもり いと、4月12日 - ）は、日本の女性漫画家。福岡県北九州市出身。
1983年、デビュー作の「ベルぎわの魔女」が第14回小学館新人コミック大賞に佳作入選。代表作の『エプロンまま子シリーズ』の他、サンライズ原作のアニメ作品『ママは小学4年生』の漫画化なども手がけている。

## おもな作品・著書
- くるり参上！（1993年4月 - 1994年3月、小学館『小学四年生』で連載。）
- ママは小学4年生（小学館フラワーコミックス）
  1. 1993年8月、ISBN 978-4-09-135261-3
  2. 1993年10月、ISBN 978-4-09-135262-0
- エプロンまま子のお元気レシピ（小学館フラワーコミックススペシャル）
  1. 1995年4月、ISBN 978-4-09-135731-1
  2. 1995年4月、ISBN 978-4-09-135732-8
  3. 1995年11月、ISBN 978-4-09-135733-5
  4. 1997年2月、ISBN 978-4-09-135734-2
  5. 1995年4月、ISBN 978-4-09-135735-9
- スージーちゃんとマービー（小学館『ちゃお』で連載。原作はさべあのま）
- 宝石の騎士 スタージュエル（小学館『ちゃおデラックス』で連載。「ママは小学4年生」第2巻に所収）